# Parupeneus multifasciatus

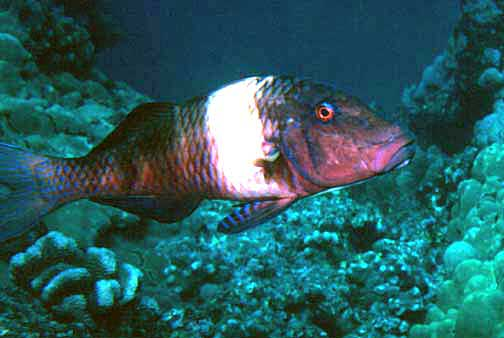
Exemplar de Hawaii

Parupeneus multifasciatus és una espècie de peix de la família dels múl·lids i de l'ordre dels perciformes.

## Morfologia
Els mascles poden assolir els 35 cm de longitud total.

## Distribució geogràfica
Es troba des de l'est de l'oceà Índic fins a les Illes Hawaii, les Illes Marqueses, les Tuamotu, el sud del Japó i l'Illa de Pasqua.